# Barzy-sur-Marne
Barzy-sur-Marne là một xã ở tỉnh Aisne, vùng Hauts-de-France thuộc miền bắc nước Pháp.

## Địa lý
Barzy-sur-Marne nằm theo hướng đông đông bắc của xã Chateau-Thierry, cách khoảng 15 km và theo hướng tây nam của xã Rheim, cách 35 km. Barzy-sur-Marne cũng là nơi đi qua của D320, một con đường kéo dài từ Jaulgonne ở phía Tây đến xã Passy-sur-Marne nằm ở phía Nam. Khoảng 70% phía Bắc xã được bao phủ nhiều bởi rừng và đất nông nghiệp được quy hoạch một cách hợp lý.
Về phía Tây, xã có biên giới tự nhiên được tạo bởi con sông Marne, vốn bắt nguồn từ phía Nam với dòng chảy theo hướng Tây. Một dòng suối nhỏ của xã đổ vào sông Marne.
Barzy-sur-Marne nằm trong vùng Appellation d'origine contrôlée (AOC), vốn là nơi cấp chỉ dẫn địa lý "Rượu champagne Aisne".

## Lịch sử
Vào thế kỷ 16, cư dân xã đặt dưới sự lãnh đạo của Nữ công tước Vendôme.
Năm 1923, trung tâm của xã Barzy-sur-Marne được chuyển từ Barzy-sur-Marne đến thôn Marcilly nhưng sau đó tên xã không bị thay đổi do quy định của Nghị định ban hành ngày 23 tháng 10 năm 1923.

## Nhân khẩu học
Năm 2010, xã có 386 cư dân. Tình hình dân cư ở xã được ghi nhận thông qua các cuộc điều tra dân số được tiến hành từ năm 1793. Từ thế kỷ 21 trở đi, việc điều tra dân số đối với những xã với ít hơn 10,000 cư dân được thực hiện năm năm một lần, không giống những vùng rộng lớn khác thường được tiến hành điều tra dân số mỗi năm.